# Јубилеј господина Икла
Јубилеј господина Икла је југословенски филм из 1955. године. Режирао га је Ватрослав Мимица, а сценарио су писали Владимир Мимица и Антун Налис.

## Радња
Година је 1929. Загреб. Индустријалац Икл с ужасом се пробудио у мртвачници и схвати да је жив сахрањен. Бежи са гробља и крене кући, где схвата да су његова атрактивна супруга и родбина направили славље поводом његове смрти, надајући се великом наследству...

## Улоге
| Глумац           | Улога                  |
| ---------------- | ---------------------- |
| Антун Налис      | Теодор Икл             |
| Лила Андерс      | Естера Икл             |
| Аугуст Цилић     | Леополд                |
| Боривој Шембера  | Др Михајло Мики Лауфер |
| Мила Мосингер    | Ирма Базул             |
| Асја Кисић       | Резика                 |
| Звонко Стрмац    | Флоријан Кркац         |
| Нела Ержишник    | Флора Кркац            |
| Дивор Жилић      | Веселко Кркац          |
| Миливој Пресечки | Тугомил Тетријеб       |
| Јован Гец        | Просјак                |
| Мартин Матошевић | Полицајац              |
| Младен Шермент   |                        |
| Стево Вујатовић  |                        |
| Бранко Мајер     |                        |
| Јожа Шеб         |                        |

Комплетна филмска екипа  ▼
| Редитељ                   | Ватрослав Мимица  |                            |
| Сценариста                | Ватрослав Мимица  |                            |
| Сценариста                | Антун Налис       | (ко—сценариста)            |
| Сценариста                | Томислав Пецељ    | (идеја) (као Томица Пезељ) |
| Сценариста                | Душан Вукотић     |                            |
| Композитор                | Мило Ћипра        |                            |
| Директор фотографије      | Октавијан Милетић |                            |
| Mонтажер                  | Блаженка Јенчик   |                            |
| Сценограф                 | Борис Колар       |                            |
| Сценограф                 | Владимир Тадеј    |                            |
| Костимограф               | Милица Бјелобрк   |                            |
| Костимограф               | Марко Церовац     |                            |
| Одсек за шминку           | Мирко Мачкић      | шминкерка                  |
| Менаџер продукције        | Карло Худец       | вођа снимања               |
| Менаџер продукције        | Јосип Лулић       | директор филма             |
| Помоћник режије           | Бранко Мајер      | помоћник редитеља          |
| Помоћник режије           | Мате Реља         | помоћник редитеља          |
| Уметнички одсек           | Александар Маркс  |                            |
| Уметнички одсек           | Стево Влаховић    | сценски реквизитер         |
| Одсек за звук             | Младен Пребил     | тон мајстор                |
| Одсек за камеру и расвету | Миодраг Грбић     | пратилац камере            |
| Одсек за камеру и расвету | Кресо Грцевиц     | први асистент сниматеља    |
| Одсек за камеру и расвету | Иван Каблер       | сценски радник             |
| Одсек за камеру и расвету | Тони Корениц      | техничар за осветљење      |
| Одсек за камеру и расвету | Иван Манделиц     | сценски радник             |
| Одсек за камеру и расвету | Ивица Рајковић    | фотограф                   |
| Одсек за камеру и расвету | Илија Вукас       | пратилац камере            |
| Animation Department      | Владимир Јутриша  | аниматор                   |
| Одсек за монтажу          | Катја Мајер       | асистент монтажера         |
| Музички одсек             | Лидија Јојић      | музички уредник            |
| Остала екипа              | Иванка Форенбахер | секретар режије            |
| Остала екипа              | Стефица Прачајић  | секретар продукције        |

## Награде
Пула 55' - Награда жирија критике за сценарио.